# Ipomoea cicatricosa
Ipomoea cicatricosa är en vindeväxtart som beskrevs av John Gilbert Baker. Ipomoea cicatricosa ingår i släktet praktvindor, och familjen vindeväxter. Inga underarter finns listade i Catalogue of Life.